# Ropalomera stictica
Ropalomera stictica är en tvåvingeart som beskrevs av Christian Rudolph Wilhelm Wiedemann 1830. Ropalomera stictica ingår i släktet Ropalomera och familjen Ropalomeridae. Inga underarter finns listade i Catalogue of Life.